# Oviraptor
Oviraptor là một chi khủng long theropoda ăn thịt, cỡ nhỏ, có lông vũ sống ở Mông Cổ vào cuối kỷ Creta cách đây 75 triệu năm. Loài này được nhà cổ sinh vật học Roy Chapman Andrews phát hiện đầu tiên và được Henry Fairfield Osborn miêu tả năm 1924. Tên chi trong tiếng Latin nghĩa là "kẻ trộm trứng", vào lần hóa thạch đầu tiên được phát hiện nó ở bên cạnh một cái ổ được cho là ổ trứng Protoceratops vào thời đó. Những năm 1990, Osborn phát hiện một ổ trứng Oviraptoridae giống Citipati. Phát hiện này cho thấy ổ trứng "Protoceratops" thực ra là của chính Oviraptor, và nó đang ấp trứng trước khi chết.
Oviraptor sống vào cuối kỷ Creta, vào thời Campania (khoảng 75 triệu năm trước); chỉ có một mẫu vật được biết đến (cùng với trứng), sống ở thành hệ Djadokhta, Mông Cổ, dù một mẫu vật thứ hai? (cũng với trứng) được tìm thấy ở một vùng đông bắc Nội Mông, Trung Quốc, vùng đó được gọi là Bayan Mandahu.